# In the Garden (piosenka Boba Dylana)
In the Garden – piosenka skomponowana przez Boba Dylana, nagrana przez niego w lutym 1980 r., wydana na albumie Saved w czerwcu 1980 r.

## Historia i charakter utworu
Utwór ten został nagrany w Muscle Shoals Sound Studio w Sheffield w Alabamie 14 lutego 1980 r. Była to czwarta sesja nagraniowa tego albumu. Producentem sesji byli Jerry Wexler i Barry Beckett.
Według Olivera Tragera jest to być może najlepsza piosenka z całego gospelowego czy też chrześcijańskiego okresu Boba Dylana. Jest pełna pasji, wiary - jeśli chodzi o emocje. Od strony muzycznej jest - jak na piosenkę - skomplikowana i dramatyczna. Rzadko można spotkać utwór muzyki popularnej, który zbudowany jest aż na dziesięciu akordach i ich progresja nadaje piosence znamię pewnej wyjątkowości. Dylan wymyślił zapewne akordy komponując utwór. Jednak w wywiadzie udzielonym Peterowi Jonesowi Allen Ginsberg powiedział, że to chyba on wymyślił zmiany akordów w tej piosence, gdy przebywali razem w 1978.    Być może Ginsberg rzeczywiście dał Dylanowi muzyczny klucz do właściwego przekazania natury wiersza Dylana.
W 25 numerze Isis (lipiec 1989) – fanzinu poświęconego Dylanowi - J.R. Stokes przeprowadził dogłębną analizę porównawczą „In the Garden” i „Hero Blues”. Analiza ta wykazuje, że bohater Dylana jest dokładnym jego przeciwieństwem, już chociażby w tym, że Jezus oddaje swoje życie, a Dylan nie zamierza tego robić. Do porównania tych dwu piosenek mogły przyczynić się zapowiedzi Dylana, które wygłaszał na koncertach przed wykonaniem „In the Garden”. Jedna z takich jego wypowiedzi została zaprezentowana na wideo z koncertu w 1986 r. „Hard to Handle”, gdzie grupą akompaniującą był Tom Petty and the Heartbreakers. Wymienia tam takich ludzi jak Muhammad Ali, Albert Einstein, Clark Gable, Michael Jackson i Bruce Springsteen. I podkreśla, że chociaż są oni uważani za bohaterów, to dla niego są niczym, kompletnie go nie obchodzą, gdyż dla niego bohaterem jest ktoś inny, o kim zaśpiewa teraz piosenkę.
Tym bohaterem Dylana jest Jezus. Już oczywiście sam tytuł piosenki sugeruje, że dotyczy ona Jezusa i to w konkretnym miejscu i czasie - w ogrodzie Getsemani, gdzie został on pojmany przez Rzymian. Analizę tekstu i jego porównanie do wersji nowotestamentowej przeprowadził Michael Grey/. Sam tytuł jest odpowiednikiem frazy użytej przez Jana (19:41). W tekście Dylana wyraźnie występują dwa ogrody: Getsemani, gdzie zostaje zdradzony przez Judasza i oddany w ręce uzbrojonych kapłanów i ich pomocników, a następnie aresztowany przez Rzymian (co prowadzi do jego ukrzyżowania), oraz drugi „ogród” kalwaryjski, w którym zmartwychwstaje z grobu. Postać Nikodema, która pojawia się w drugiej zwrotce, także jest wzięta z Ewangelii Jana. Służy on jako łącznik między okresem przed ukrzyżowaniem, gdy pyta „Master, tell me why a man must be born again” („Panie, dlaczego człowiek musi się ponownie narodzić?” (3:1-7) oraz po ukrzyżowaniu, gdy razem z Józefem z Arymatei składają ciało Jezusa do grobu (Jan 19:39).
Scena ze świętym Piotrem ze zwrotki pierwszej jest zaczerpnięta z Ewangelii Mateusza (26:52) ale także i Jana (18:11). Następne zwrotki powstały ze złożenia pewnych elementów zaczerpniętych z Ewangelii Marka (2:9), Jana (5:1-30 i 6:15) oraz Ewangelii Łukasza (19:37-38). Ostatnia zwrotka oparta jest na Ewangelii Mateusza (28:18-20).
Utwór Dylana zapewne zaczerpnął także trochę z piosenki mentora Dylana – Woddy’ego Guthrie „Jesus Christ”. Obie piosenki mają bowiem podobne nastawienie i raczej nie ukazują chwały Chrystusa i jego Zmartwychwstania, ale podkreślają pokorę Jezusa, zdradę Judasza i śmierć (Guthrie), odrzucenie przez masy przyjęcia Chrystusa jako Zbawcy (Dylan), co jest podkreślone szeregiem pytań: „did they know?” („czy wiedzieli?”), „did they see?” („czy widzieli?”) i „did they believe?” („czy uwierzyli?”). Jednak piosenka Guthriego była o Jezusie, a piosenka Dylana - o człowieku.
Innym źródłem Dylana mógł być także stary hymn „In the Garden”, a nawet piosenka pod tym samym tytułem, którą w 1967 r. nagrał Elvis Presley.
Był to jeden z ulubionych utworów Dylana do wykonywania na koncertach zarówno w czasie tournée gospelowych (1979 i 1980 r.) jak i później. W latach 80., gdy już odszedł od chrześcijaństwa, był to jego najczęściej wykonywany utwór, po „Like a Rolling Stone” i w ogóle jedyna piosenka z albumu Saved, która właściwie na stałe znalazła się w jego koncertowym repertuarze.

## Muzycy
Sesja 4
- Bob Dylan – wokal, gitara
- Fred Tackett – gitara
- Spooner Oldham - instrumenty klawiszowe
- Barry Beckett - fortepian
- Tim Drummond – gitara basowa
- Jim Keltner – perkusja
- Clydie King, Regina Havis, Mona Lisa Young - chórki

## Dyskografia
Albumy
- Saved (1980)

Wideo
- Hard to Handle (1986)

## Wykonania piosenki przez innych artystów
- Rich Lerner - Performs Songs by Bob Dylan (1990), Napoleon in Rags (2001)